# Claustropyga elizabethae
Claustropyga elizabethae är en tvåvingeart som beskrevs av Hippa, Vilkamaa och Werner Mohrig 2003. Claustropyga elizabethae ingår i släktet Claustropyga och familjen sorgmyggor.
Artens utbredningsområde är Alaska. Inga underarter finns listade i Catalogue of Life.